# Jacob Dalgård
Jacob Dalgård, född 26 augusti 1968 i Birkerød, död 10 februari 2016, var en dansk barnskådespelare. Dalgård är främst känd för att ha spelat rollen som Daniel Skjern under säsong två av den danska TV-serien Matador 1979. Han var senare bland annat verksam som rysk översättare.